# NBT Cup
National Bank of Tuvalu Cup, w skrócie NBT Cup – turniej organizowany co roku przez Tuvalu National Football Association. Odbywa się co roku od 2006, z przerwą w 2014.

## Historia
| Rok  | Zwycięzca      | 2. miejsce     | Wynik          | Zwycięzca w klasie B | 2. miejsce w klasie B | Wynik          |
| ---- | -------------- | -------------- | -------------- | -------------------- | --------------------- | -------------- |
| 2006 | FC Tofaga      | Tamanuku       | 2:1            | FC Tofaga            | Lakena United         |                |
| 2007 | FC Tofaga      | FC Manu Laeva  | 1:0            | FC Tofaga            | Nauti FC              | 3:0            |
| 2008 | FC Tofaga      | FC Nanumaga    | 3:1            | FC Tofaga            | Lakena United         | 3:1            |
| 2009 | Nauti FC       | FC Tofaga      | 3:1            | FC Tofaga            | Nauti FC              | 3:1            |
| 2010 | Nauti FC       | Nui            | 7:1            | Nauti FC             | FC Tofaga             | 2:1            |
| 2011 | FC Tofaga      | Tamanuku       | 5:1            | Lakena United        | FC Tofaga             | 0:0 (6:5)      |
| 2012 | FC Tofaga      | FC Manu Laeva  | 2:1            | FC Tofaga            | Nauti FC              | 1:0            |
| 2013 | Tamanuku       | FC Tofaga      | 4:2            | Nie odbyły się       | Nie odbyły się        | Nie odbyły się |
| 2014 | Nie odbyły się | Nie odbyły się | Nie odbyły się | Nie odbyły się       | Nie odbyły się        | Nie odbyły się |
| 2015 | Vaitupu        |                |                | Nie odbyły się       | Nie odbyły się        | Nie odbyły się |
| 2016 | Nauti FC       | Nanumaga       | 1:0            | Nie odbyły się       | Nie odbyły się        | Nie odbyły się |
| 2017 | Vaoloa         |                |                | Nie odbyły się       | Nie odbyły się        | Nie odbyły się |
| 2018 | Lofeagai       | FC Tofaga      | 2:1            | Nie odbyły się       | Nie odbyły się        | Nie odbyły się |
| 2019 | FC Tofaga      |                |                | Nie odbyły się       | Nie odbyły się        | Nie odbyły się |
| 2020 | Nauti FC       | FC Tofaga      |                | Nauti FC             | Niukita               |                |
| 2021 | FC Tofaga      | Lakena United  | 4:3            | FC Tofaga            | Pukapili              | 3:0            |
| 2022 | FC Tofaga      | Lakena United  | 3:1            | Nie odbyły się       | Nie odbyły się        | Nie odbyły się |
| 2023 | FC Tofaga      | Vaoloa         | 2:1            | Nie odbyły się       | Nie odbyły się        | Nie odbyły się |